# Raaijweide (Venlo)

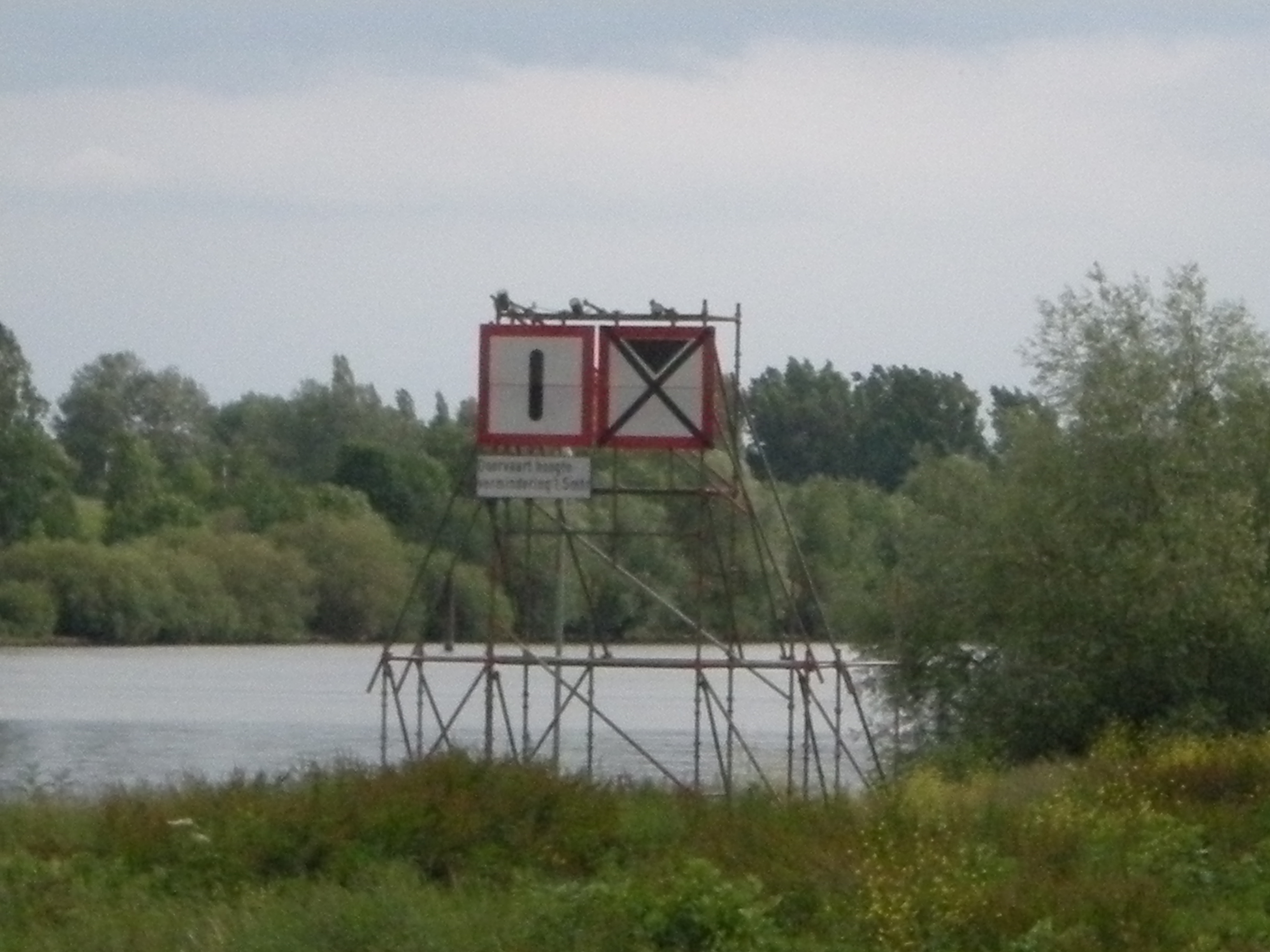
Raaibord

De Raaijweide is een natuurgebied aan de Maas in de gemeente Venlo. Het gebied maakt deel uit van de Maascorridor.

## Locatie
De Raaijweide is een gebied van 19 hectare in het winterbed van de Maas tegenover het centrum van Venlo. Het gebied ligt tevens ter hoogte van het Kazernekwartier.

## Beheer
Tot het einde van de twintigste eeuw was het gebied landbouwgrond. Nu beheert de stichting Het Limburgs Landschap het als natuurgebied. In 2007 heeft deze stichting een inrichtingsplan gemaakt met de volgende doelen: 
- Versterken van de relatie tussen de stad en de Maas
- Hoogwaterbescherming
- Natuurontwikkeling
- Realisatie van een wandel- en recreatiegebied voor de stad.

## Natuurontwikkeling
In het gebied werd in april 2011 gestart met het aanleggen van een hoogwatergeul van 800 meter lang en 35 meter breed. De noordelijke 500 meter van de geul staan continu onder water, de andere 300 meter vormen een pad naar het eiland dat bij hoog water geïsoleerd ligt. Door de hoogwatergeul ontstaat een natuurlijk rivierlandschap met natte en droge delen. Tussen de geul en de Maas ontstaat een landtong. In het gebied ontstaan natuurlijke oevers, waarbij het aan de Maas zelf wordt overgelaten om steilranden en zandstrandjes te vormen. Het gebied varieert in hoogte en vochtigheid waardoor er een gevarieerde beplanting zal ontstaan. De planten mogen, in verband met de doorstroming bij hoogwater, niet te hoog worden. Daarom heeft de gemeente Galloway-koeien in het gebied uitgezet die het gebied begrazen.